# Fannia punctiventris
Fannia punctiventris är en tvåvingeart som beskrevs av Malloch 1934. Fannia punctiventris ingår i släktet Fannia och familjen takdansflugor. Inga underarter finns listade i Catalogue of Life.